# Maria Semczyszak
Maria Semczyszak-Haščaková (* 21. März 1932 in Andrzejówka) ist eine frühere polnische Rennrodlerin.
Ihr Wirtschaftstechnikum schloss sie in Strzelce Opolskie ab. Anschließend arbeitete sie in Krynica als Verwaltungsangestellte und startete bis 1956 für KTH Krynica, von 1957 bis 1960 für Olsza Kraków. Ihren größten internationalen Erfolg feierte sie bei den Rennrodel-Weltmeisterschaften 1958 im heimischen Krynica-Zdrój. Bei einem Dreifacherfolg der polnischen Rodlerinnen siegte sie vor Helena Boettcher und Barbara Gorgon.
Sie war 1954 polnische Meisterin im gemischten Doppelsitzer, im Jahr darauf im Frauenzweier und 1958 im Einer. 1962 zog sie in die Tschechoslowakei, genauer gesagt in die Slowakei. Aus gesundheitlichen Gründen zog sie sich aus dem Sport zurück und arbeitete als Lehrerin in einer Mittelschule.
Maria Semczyszak ist mit Jan Haščaka verheiratet.